# Tattle Tales
«TattleTales» es el segundo álbum de estudio del rapero estadounidense 6ix9ine. Fue lanzado el 4 de septiembre de 2020. Presenta apariciones de invitados de Akon, Nicki Minaj, Smilez, Leftside y Lil AK.

## Antecedentes
Es el primer álbum de 6ix9ine desde su salida de prisión tras su cooperación con los agentes federales en un caso que involucra a sus antiguos compañeros de la banda Nine Trey Bloods. Al salir de prisión, lanzó el primer single del álbum, "Gooba", en su cumpleaños el 8 de mayo de 2020. Sus siguientes sencillos "Trollz", "Yaya" y "Punani" fueron lanzados después y "Trollz" se convirtió en un éxito número uno en los Estados Unidos.

## Rendimiento comercial
TattleTales debutó en el número cuatro de los EE. UU. Billboard 200 con 53.000 unidad equivalente al álbum en su primera semana, convirtiéndose en el tercer álbum top-10 del rapero. El álbum vendió 32.000 copias en físico, la mayoría a través de paquetes de mercancía, y acumuló un total de 32,94 millones de transmisiones por demanda de las canciones del set en la semana que terminó el 19 de septiembre.

## Sencillos
"Gooba" fue lanzado el 8 de mayo de 2020 como el sencillo principal del álbum, tras su salida de la cárcel por la pandemia de COVID-19 terminando su condena en arresto domiciliario. El sencillo alcanzó el número 3 en el Billboard Hot 100, causando controversia con 6ix9ine afirmando que Billboard amañó las listas y dejó que el sencillo "Stuck with U" de Justin Bieber y Ariana Grande encabezara las listas, lo cual era falso.
El segundo sencillo "Trollz" con la participación de Nicki Minaj fue lanzado un mes después de "Gooba", el 12 de junio de 2020, y alcanzó el número 1 en el Billboard Hot 100, convirtiéndose en el primer sencillo número uno de 6ix9ine y el segundo de Nicki, tras "Say So" un mes antes. La canción también se convertiría en la primera canción en alcanzar el número 1 bajo un sello independiente desde la canción "Sad!" de XXXTentacion en 2018. 
La canción batiría un récord convirtiéndose en el primer single número uno en caer 30 posiciones hacia abajo después de su debut en el número 1. 
"Yaya" fue lanzada el 3 de julio de 2020 como tercer sencillo y alcanzó el número 4 en el US Hot Latin Songs Chart y el número 99 en el Billboard Hot 100.
El cuarto sencillo "Punani" (censurado como P****i) fue lanzado el 3 de agosto de 2020 y alcanzó el número 7 en la lista Bubbling Under Hot 100 Singles Chart.

## Lista de Canciones
| TattleTales listado de pistas |                              |             |          |  |
| N.º                           | Título                       | Producer(s) | Duración |  |
| 1.                            | «Locked Up Pt. 2» (con Akon) | Akon        | 3:23     |  |
| 2.                            | «Tutu»                       | Dinay       | 2:44     |  |
| 3.                            | «Gooba»                      | J. Clarke   | 2:12     |  |
| 4.                            | «Wait»                       | Tripilz     | 1:49     |  |
| 5.                            | «Charlie» (con Smilez)       | J. Clarke   | 2:01     |  |
| 6.                            | «Trollz» (con Nicki Minaj)   | Sadpony     | 3:22     |  |
| 7.                            | «Nini» (con Leftside)        | Kybba       | 2:17     |  |
| 8.                            | «Punani»                     | J. Clarke   | 1:55     |  |
| 9.                            | «Yaya»                       | Rahmoon     | 2:29     |  |
| 10.                           | «Leah» (con Akon)            | Flamm       | 2:57     |  |
| 11.                           | «Gata» (con Lil AK)          | Beatmenace  | 1:52     |  |
| 12.                           | «GTL»                        | J. Clarke   | 2:20     |  |
| 13.                           | «Ava»                        | Tupun       | 2:04     |  |

| Edición extendida (pistas extra) |                                                |                     |          |  |
| N.º                              | Título                                         | Producer(s)         | Duración |  |
| 14.                              | «R.E.D.» (con Sleiman)                         | Tobias Samuel Hørup | 1:41     |  |
| 15.                              | «Trollz (Alternate Edition)» (con Nicki Minaj) | Sadpony             | 3:05     |  |

Notas
- Los títulos de las canciones están escritos en mayúsculas
- "Locked Up Pt. 2" contiene samples de "Locked Up", escrita y cantada por Akon.

## Gráficos
| Gráfico (2020)                          | cima posición |
| --------------------------------------- | ------------- |
| Australia (ARIA)                        | 39            |
| Austria (Ö3 Austria)                    | 14            |
| Bélgica (Ultratop flamenca)             | 25            |
| Bélgica (Ultratop valona)               | 32            |
| Canadá (Billboard Canadian Albums)      | 5             |
| República Checa (ČNS IFPI)              | 5             |
| Dinamarca (Hitlisten)                   | 30            |
| Países Bajos (Album Top 100)            | 31            |
| Finlandia (Suomen Virallinen Lista)     | 15            |
| Francia (SNEP)                          | 43            |
| Alemania (Offizielle Top 100)           | 39            |
| Irlanda (OCC)                           | 23            |
| Nueva Zelanda (RMNZ)                    | 33            |
| Noruega (VG-lista)                      | 9             |
| Suecia (Sverigetopplistan)              | 24            |
| Suiza (Schweizer Hitparade)             | 17            |
| Reino Unido (UK Albums Chart)           | 27            |
| Estados Unidos (Billboard 200)          | 4             |
| Estados Unidos (Independent Albums)     | 1             |
| Estados Unidos (Top R&B/Hip-Hop Albums) | 4             |